# عشق قراردادی
عشق قراردادی (انگلیسی: Love in Contract; کره‌ای: 월수금화목토) یک مجموعهٔ تلویزیونی کره جنوبی سال ۲۰۲۲ با بازی پارک مین یونگ، گو کیونگ پیو و کیم جه یونگ است. این مجموعه از ۲۱ سپتامبر تا ۱۰ نوامبر ۲۰۲۲ روزهای چهارشنبه و پنجشنبه ساعت ۲۲:۳۰ (کی‌اس‌تی) از تی‌وی‌ان برای ۱۶ قسمت پخش شد.

## بازیگران

### اصلی
- پارک مین یونگ در نقش چوی سانگ اون[۹]
- گو کیونگ پیو در نقش جونگ جی هو[۹]
- کیم جه یونگ در نقش کانگ هه جین[۹]